# Robert Carswell (baron Carswell)
Pour les articles homonymes, voir Robert Carswell et Carswell.
Robert Douglas Carswell, baron Carswell, né le 28 juin 1934 et mort le 4 mai 2023, est Lord of Appeal in Ordinary de 2004 à 2009.

## Biographie

### Jeunesse
Robert Carswell est le fils d'Alan et Nance Carswell et fait ses études à la Royal Belfast Academical Institution et au Pembroke College d'Oxford, où il obtient un baccalauréat ès arts et une maîtrise ès arts en classiques et en droit en 1956. Deux ans plus tard, il est diplômé de la faculté de droit de l'Université de Chicago avec un Juris Doctor.

### Carrière juridique
Robert Carswell est conseil auprès du procureur général pour l'Irlande du Nord dans les années 1969 et 1971, conseiller de la reine en 1971 et avocat principal de la Couronne en Irlande du Nord de 1979 à 1984. En 1984, il est juge à la Haute Cour de justice d'Irlande du Nord, poste qu'il occupe jusqu'en 1992. Il est Lord Justice of Appeal à la Cour suprême d'Irlande du Nord de 1992 à 1997, puis Lord Chief Justice d'Irlande du Nord de 1997 à 2004.
Robert Carswell devient conseiller privé en 1993. Il est nommé Lord of Appeal in Ordinary avec le titre de baron Carswell, de Killeen dans le comté de Down, le 12 janvier 2004, après avoir été fait chevalier en 1988. Il siège à la Chambre des lords comme crossbencher jusqu'à sa retraite de la Chambre le 29 octobre 2019.
En 2009-2010, Lord Carswell préside une enquête sur les rôles des officiers de la Couronne de Jersey (le bailli, le sous-bailli, le procureur général et le solliciteur général), présentant un rapport recommandant des réformes aux États de Jersey le 6 décembre 2010.
Lord Carswell épouse Romayne Winifred Ferris en 1961; ils ont deux filles.
Lady Carswell est nommée Lord-lieutenant de Belfast en 2000.